# Banisteriopsis andersonii
Banisteriopsis andersonii är en tvåhjärtbladig växtart som beskrevs av B. Gates. Banisteriopsis andersonii ingår i släktet Banisteriopsis och familjen Malpighiaceae. Inga underarter finns listade i Catalogue of Life.